# CCXP Awards
CCXP Awards foi uma premiação brasileira dedicada a variadas vertentes da cultura pop, tais como cinema, séries de TV, quadrinhos, games, eSports e literatura. O prêmio é organizado pela CCXP, evento de cultura pop que ocorre desde 2014 em São Paulo. A criação da CCXP Awards foi anunciada durante a edição de 2021 da CCXP e o formato da sua primeira edição foi divulgado em março de 2022, contando com um total de 32 prêmios, divididos em seis categorias com diversas subcategorias.
O projeto da premiação estava pronto desde 2020, mas devido à pandemia de COVID-19 ele foi postergado até que pudesse ser realizado de forma presencial (a própria CCXP ocorreu de forma apenas virtual em 2020 e 2021, voltando a ser presencial em 2022). O formato do prêmio e da cerimônia foi inspirada no modelo de eventos como o Oscar, o Festival de Cannes e o The Game Awards, com festa de gala, presença de celebridades, shows, homenagens póstumas e apresentação por uma personalidade conhecida.
A partir das inscrições, um júri composto por artistas, produtores, desenvolvedores, gamers, creators e jornalistas ligados à indústria de entretenimento definem até dez indicados por subcategoria. Após isso, ocorre uma votação popular, acompanhada por votos de um Júri Técnico, para selecionar até cinco finalistas. Por fim, uma nova votação popular e do Júri Técnico definem os vencedores, que ganham o troféu Glória (inspirado em um dragão, um dos principais símbolos da cultura pop).
Além dos 32 premiados, também ocorrem as premiações especiais Fandom do ano, Profissional do ano (endêmico e não endêmico) e Grand Prix (principal prêmio, destinado ao vencedor que mais votos recebeu dentre todas as categorias). além disso, cinco nomes são homenageados, sendo escolhidos para fazer parte do Hall da Fama da Cultura Pop.

## Categorias
Todas as categorias são voltadas para obras e artistas brasileiros, com exceção das marcadas como "Global", voltadas para obras de outros países.
| Filmes                                                     | Séries de TV                                     | Quadrinhos                                                                                                | Literatura            | Games & eSports | Creators |
| ---------------------------------------------------------- | ------------------------------------------------ | --- | --------------------- | --- | --- |
| - Filme (Global) - Filme (Brasil) - Ator - Atriz - Direção | - Série (Global) - Série (Brasil) - Ator - Atriz | - Quadrinho - Quadrinista - Álbum - Tira e webtira - Roteirista - Desenhista - Arte-finalista - Colorista | - Ficção - Não ficção | - ORG - Game (Global) - Game competitivo - Game mobile - Pro-player masculino - Pro-player feminina - Game (Brasil) | - Streamer masculino - Streamer feminina - Canal / Criador revelação - Canal / Criador de conteúdo - Podcast - Mesacast |

## 1ª edição
As inscrições para primeira edição da CCXP Awards ocorreram de 4 a 23 de maio de 2022, de forma gratuita, através do site oficial do prêmio. Além de ser pertinente à categoria inscrita, a obra inscrita deve ter sido lançada entre 1º de janeiro e 31 de dezembro de 2021. As inscrições foram validadas entre 24 de maio e 6 de junho e, em seguida, o Comitê de Especialistas (composto por artistas, produtores, desenvolvedores, gamers, creators e jornalistas ligados à indústria do entretenimento) selecionou entre 3 e 9 de junho até dez indicados por categoria, que foram divulgados em 13 de junho.
Entre os dias 14 de 28 de junho, ocorreu a votação do Júri Técnico para selecionar até cinco finalistas por categoria. Ocorreu também uma votação popular, nas mesmas datas, que alcançou quase 200 mil votos cujo resultado, para a definição dos finalistas, foi equivalente a um voto do Júri Técnico. O resultado foi divulgado no dia 30 de julho através de uma live no portal Omelete com a presença dos presidentes do Júri.
De 1 a 6 de julho, a partir da lista de finalistas da segunda fase, foi realizada a escolha dos vencedores através do mesmo formato de votação usado para a definição dos finalistas. O resultado foi divulgado durante a cerimônia de premiação, realizada em 15 de julho na Sala São Paulo.
A participação na cerimônia de premiação foi restrita a membros do júri, finalistas e convidados, mas houve transmissão ao vivo pelos canais oficiais do evento e do portal Omelete na internet. Além disso, a organização do evento abriu inscrição para streamers interessados em fazer retransmissão gratuita do sinal da CCXP Awards em seus próprios canais. Cerca de 15 milhões de pessoas assistiram a transmissão ao vivo, com pico de 50 mil pessoas simultâneas.
Alguns prêmios foram divulgados antes da cerimônia oficial, sendo anunciados pelos apresentadores Carol Costa e Jack Freitas durante o "esquenta", momento da live oficial do evento que antecedeu a cerimônia. Os troféus divulgados desta forma foram cinco da área de quadrinhos, cinco de games, um de literatura, um de creators e os dois prêmios de Profissional do Ano (endêmico, para Sidney Gusman, e não endêmico, para a empresa Mercado Livre).
A apresentação da cerimônia ficou a cargo de Tiago Leifert e contou com a participação de diversas personalidades da cultura pop, tais como Antonio Tabet, Ed Gama, Nyvi Estephan, Felipe Castanhari, Alexandre Gaules, Nobru, CamilotaXP, Cid Cidoso, Lahgolas, Giulia Benite, Kevin Vechiatto, Lívian Aragão e Tiago Abravanel, entre outros, que entregaram o troféu Glória aos vencedores. Houve ainda shows da banda Fresno e do rapper Rashid.
Além dos prêmios regulares, foram entregues os troféus de Fandom do Ano (destinado ao artista com o grupo de fãs mais ativo, concedido à atriz Carla Diaz) e Grand Prix (para quem recebeu mais votos considerando todas as categorias, sendo entregue ao filme A Última Floresta). Também foram escolhidos os primeiros nomes do Hall da Fama da Cultura Pop: Cao Hamburguer, Fernanda Montenegro, Laerte Coutinho, Mauricio de Sousa e Renato Aragão.

### Júri Técnico
Cada uma das seis categorias principais contou com um Júri Técnico formado por um presidente e mais cinco jurados convidados (sendo que, no caso de Literatura, foram convidados quatro para julgar os livros de ficção e outros quatro para os de não ficção). Os presidentes desta primeira edição foram a atriz e cineasta Marina Person (categoria Filmes), o diretor, roteirista e produtor Ian SBF (Séries de TV), os jornalistas Pedro Ferreira e Mariana Viana, criadores do canal Fora do Plástico (Quadrinhos), o jornalista esportivo e especializado em eSports Roque Marques (Games & eSports), a colunista, youtuber e sócia fundadora da PerifaCon Andreza Delgado (Creators) e o diretor criativo e editorial da Aleph Daniel Lameira (Literatura).
| Filmes                                                                                                 | Séries de TV | Quadrinhos | Literatura                                                                                       | Literatura                                                                           | Games & eSports                                                                                           | Creators                                                                                              |
| --- | --- | --- | ------------------------------------------------------------------------------------------------ | ------------------------------------------------------------------------------------ | --- | --- |
| - Marina Person (presidente) - Caio Horowicz - Dione Carlos - Gautier Lee - Juliano Gomes - Maria Bopp | - Ian SBF (presidente) - Alê Santos - Carol Moreira - Greice Costa e Pedro Reinato - Manuela Cantuária - Natalia Kreuser | - Pedro Ferreira e Mariana Viana (presidentes) - Afonso Andrade - Dandara Palankof - Laluña Machado - Mitie Taketani - Samir Naliato | - Daniel Lameira (presidente)                                                                    | - Daniel Lameira (presidente)                                                        | - Roque Marques (presidente) - Barbara Gutierrez - Breno Deolindo - Gabi Cattuzzo - Rakin - Ricardo Régis | - Andreza Delgado (presidente) - Aline Ramos - Bryanna Nasck - Gabriel Sukita - Leo Hwan - Mari Palma |
| - Marina Person (presidente) - Caio Horowicz - Dione Carlos - Gautier Lee - Juliano Gomes - Maria Bopp | - Ian SBF (presidente) - Alê Santos - Carol Moreira - Greice Costa e Pedro Reinato - Manuela Cantuária - Natalia Kreuser | - Pedro Ferreira e Mariana Viana (presidentes) - Afonso Andrade - Dandara Palankof - Laluña Machado - Mitie Taketani - Samir Naliato | Ficção: - Anne Quiangala - Camila Von Holdefer - Jiro Takahashi - Pétala Tainá e Isabella Raíssa | Não ficção: - Gaía Passarelli - Pablo Miyazawa - Semayat Oliveira - Stephanie Borges | - Roque Marques (presidente) - Barbara Gutierrez - Breno Deolindo - Gabi Cattuzzo - Rakin - Ricardo Régis | - Andreza Delgado (presidente) - Aline Ramos - Bryanna Nasck - Gabriel Sukita - Leo Hwan - Mari Palma |

### Vencedores e finalistas

#### Filmes
| Categoria      | Vencedor                           | Finalistas (2ª fase) | Indicados (1ª fase) |
| -------------- | ---------------------------------- | --- | --- |
| Filme (Global) | Judas e o Messias Negro            | - A Família Mitchell e a Revolta das Máquinas - Ataque dos Cães - Druk: Mais uma Rodada - Encanto                                                     | - Bela Vingança - Duna - Homem-Aranha: Sem Volta para Casa - Não Olhe Para Cima - Tick, Tick... Boom!                              |
| Filme (Brasil) | A Última Floresta                  | - Eduardo e Mônica - Medida Provisória - Medusa - Turma da Mônica: Lições                                                                             | - 7 Prisioneiros - A Princesa da Yakuza - Bob Cuspe: Nós Não Gostamos de Gente - Deserto Particular - Marighella                   |
| Ator           | Seu Jorge Marighella               | - César Mello (Doutor Gama) - Gabriel Leone (Eduardo e Mônica) - Irandhir Santos (Piedade) - Lázaro Ramos (O Silêncio da Chuva)                       | - Alfred Enoch (Medida Provisória) - Cauã Reymond (Piedade) - Matheus Nachtergaele (Piedade)                                       |
| Atriz          | Renata Carvalho Vento Seco         | - Alice Braga (Eduardo e Mônica) - Grace Orsato (Meu Nome É Bagdá) - Jéssica Ellen (Cabeça de Nêgo) - Taís Araújo (Medida Provisória)                 | - Carla Diaz (A Menina que Matou os Pais e O Menino que Matou Meus Pais) - Dira Paes (Veneza) - Fernanda Montenegro (Piedade)      |
| Direção        | Anna Muylaert e Lô Politi Alvorada | - Anita Rocha da Silveira (Medusa) - Daniel Rezende (Turma da Mônica: Lições) - Lázaro Ramos (Medida Provisória) - Luiz Bolognesi (A Última Floresta) | - Jeferson De (Doutor Gama) - Mauricio Eça (A Menina que Matou os Pais e O Menino que Matou Meus Pais) - Wagner Moura (Marighella) |

#### Séries de TV
| Categoria      | Vencedor                     | Finalistas (2ª fase) | Indicados (1ª fase)                                                                           |
| -------------- | ---------------------------- | --- | --------------------------------------------------------------------------------------------- |
| Série (Global) | Succession                   | - Arcane - Round 6 - Ted Lasso - WandaVision | - Invencível - Maid - Mare of Easttown - The Beatles: Get Back - This Is Us                   |
| Série (Brasil) | Sob Pressão                  | - Cidade Invisível - Manhãs de Setembro - O Caso Evandro - Sintonia                                                                                    | - Dom - Futuro Ex-Porta - G.I.B.I.S. - Onde Está Meu Coração - Sessão de Terapia              |
| Ator           | Christian Malheiros Sintonia | - Fábio Assunção (Onde Está Meu Coração) - Flávio Tolezani (Dom) - Gabriel Leone (Dom) - Selton Mello (Sessão de Terapia)                              | - Jottapê (Sintonia) - Marco Pigossi (Cidade Invisível) - Wesley Guimarães (Cidade Invisível) |
| Atriz          | Liniker Manhãs de Setembro   | - Alessandra Negrini (Cidade Invisível) - Hermila Guedes (Segunda Chamada) - Letícia Colin (Onde Está Meu Coração) - Letícia Colin (Sessão de Terapia) | - Bruna Mascarenhas (Sintonia) - Isabella Santoni (Dom) - Maria Flor (Os Ausentes)            |

#### Quadrinhos
| Categoria      | Vencedor                                                          | Finalistas (2ª fase) | Indicados (1ª fase) |
| -------------- | ----------------------------------------------------------------- | --- | --- |
| Quadrinho      | Arlindo Ilustralu (Seguinte)                                      | - Brega Story (Gidalti Jr. / Brasa) - Carniça e a Blindagem Mística: A Tutela do Oculto (Shiko / independente) - Confinada (Leandro Assis e Triscila Oliveira / Todavia) - Escuta, Formosa Márcia (Marcello Quintanilha / Veneta) | - Bom Dia, Socorro (Paulo Moreira / Conrad) - Chico Bento: Verdade (Orlandeli / Panini) - Crisálida (Vinicius Velo / Universo Guará) - Gioconda (Felipe Pan, Olavo Costa e Mariane Gusmão / Nemo) - Manual do Minotauro (Laerte Coutinho / Quadrinhos na Cia)                                          |
| Quadrinista    | Marcello Quintanilha Escuta, Formosa Márcia                       | - Gidalti Jr. (Brega Story) - Ilustralu (Arlindo) - Laerte Coutinho (Manual do Minotauro) - Shiko (Carniça e a Blindagem Mística: A Tutela do Oculto)                                                                             | - Aline Lemos (Fessora!) - Amanda Miranda (Aparição) - Germana Viana (Ménage) - Leandro Assis (Confinada) - Orlandeli (Chico Bento: Verdade) |
| Álbum          | Brega Story Gidalti Jr. (Brasa)                                   | - Arlindo (Ilustralu / Seguinte) - Carniça e a Blindagem Mística: A Tutela do Oculto (Shiko / independente) - Escuta, Formosa Márcia (Marcello Quintanilha / Veneta) - Isolamento (Helô D'Angelo / independente)                  | - Aurélia Precisa Pagar o Aluguel (Diego Sanchez / Mino) - Crisálida (Vinicius Velo / Universo Guará) - Juquinha: O Solitário Acidente da Matéria (Max Andrade / Draco) - Kit Gay (Vitorelo / Veneta) - Shamisen: Canções do Mundo Flutuante (Guilherme Petreca e Tiago Minamisawa / Pipoca & Nanquim) |
| Tira e webtira | Manual do Minotauro Laerte Coutinho)                              | - A Urna (Amanda Miranda) - Anésia & Dolores (Will Leite) - Como Eu Sobrevivi à COVID-19 e Seus Amigos! (Guabiras) - Tê Rex: Zapzombie (Marcel Ibaldo e Marcelli Ibaldo)                                                          | - Bife de Unicórnio (Gabriel Dantas) - Cartumante (Cecília Ramos) - Como Fazer Amigos e Enfrentar Alienígenas (Gustavo Borges e Eric Peleias) - Razão vs Emoção (Guilherme Bandeira) - Sem Palavras: Reflexões em Tirinhas (Ademar Vieira)                                                             |
| Roteirista     | Gabriel Nascimento A Menor Distância Entre Dois Pontos É uma Fuga | - Ilustralu (Arlindo) - Kash Fyre (Espetaculare Meneghetti) - Leandro Assis e Triscila Oliveira (Confinada) - Marcello Quintanilha (Escuta, Formosa Márcia)                                                                       | - Ademar Vieira dos Santos Júnior (Sem Palavras) - Alex Mir (Orixás: A Revolta dos Eguns) - Clarice França (Carla) - Diego Sanchez (Aurélia Precisa Pagar o Aluguel) - Felipe Pan (Gioconda) |
| Desenhista     | Shiko Carniça e a Blindagem Mística: A Tutela do Oculto           | - Camilo Solano (Cidade Pequenina) - Gidalti Jr. (Brega Story) - Guilherme Petreca (Shamisen: Canções do Mundo Flutuante) - Orlandeli (Chico Bento: Verdade)                                                                      | - Amanda Miranda (A Urna) - Ilustralu (Arlindo) - Leandro Assis (Confinada) - Marcello Quintanilha (Escuta, Formosa Márcia) - Olavo Costa (Gioconda) |
| Arte-finalista | Orlandeli Chico Bento: Verdade                                    | - Alcimar Frazão (Lovistori) - Amanda Miranda (A Urna) - Gidalti Jr. (Brega Story) - Leandro Assis (Confinada) | - Eduardo Ferigato (Piteco: Presas) - Juliana Moon (Almanaque Guará) - Marcello Quintanilha (Escuta, Formosa Márcia) - Mario Cau (Almanaque Guará) - Sam Hart (10 Dias Perdidos) |
| Colorista      | Guilherme Petreca Shamisen: Canções do Mundo Flutuante            | - Fabi Marques (Anne de Green Gables) - Ilustralu (Arlindo) - Orlandeli (Chico Bento: Verdade) - Shiko (Carniça e a Blindagem Mística: A Tutela do Oculto)                                                                        | - Brendda Maria (Monstrum) - Marcello Quintanilha (Escuta, Formosa Márcia) - Marcelo Costa (Piteco: Presas) - Mariane Gusmão (Gioconda) - Wesllei Manoel (Hailstone) |

#### Literatura
| Categoria  | Vencedor                                     | Finalistas (2ª fase) | Indicados (1ª fase) |
| ---------- | -------------------------------------------- | --- | --- |
| Ficção     | O Serviço de Entregas Monstruosas Jim Anotsu | - A Extinção das Abelhas (Natalia Borges Polesso) - O Último Ancestral (Ale Santos)                                            | - As Maiores Novidades (Marcelo Ferroni) - Baixo Esplendor (Marçal Aquino) - De Cada Quinhentos Uma Alma (Ana Paula Maia)                                                                                          |
| Não ficção | Elke: Mulher maravilha Chico Felitti         | - Ney Matogrosso: A Biografia (Julio Maria) - O Livro do Disco: Racionais Mc's - Sobrevivendo no Inferno (Arthur Dantas Rocha) | - Quadrinhos do Brasil - Vol. 1 (Heitor Pitombo) - Séries - O Livro: De Onde Vieram e Como São Feitas (Jacqueline Cantore / Marcelo Rubens Paiva) - Viver É Melhor Que Sonhar (Chris Fuscaldo / Marcelo Bortoloti) |

#### Games & eSports
| Categoria            | Vencedor                     | Finalistas (2ª fase)                                                                                     | Indicados (1ª fase)                                                                                   |
| -------------------- | ---------------------------- | --- | --- |
| ORG                  | FURIA                        | - AfroGames - Loud - paiN Gaming - Red Canids Kalunga                                                    | - Civil Esports - Fluxo - INTZ - Kabum! e-Sports - Vivo Keyd                                          |
| Game (Global)        | It Takes Two                 | - Marvel's Guardians of the Galaxy - Metroid Dread - Psychonauts 2 - Resident Evil Village               | - Back 4 Blood - Deathloop - Escape - Ratchet & Clank: Rift Apart - Returnal                          |
| Game competitivo     | Valorant                     | - Free Fire - R6 - Tom Clancy's Rainbow Six Siege                                                        | - CS: GO - Fortnite - League of Legends                                                               |
| Game mobile          | League of Legends: Wild Rift | - Free Fire - Pokemon Unite Mobile                                                                       | - Call of Duty: Mobile - Capoeira: o Jogo - Clash Royale                                              |
| Pro-player masculino | Gustavo "Sacy"               | - Andrei "Art" Piovezan - Gabriel "Aegis" Lemos - Gabriel "FalleN" Toledo - Yago "Yago.exe" Vinícius     | - Aspaszin - Felipe Basso Loud Less                                                                   |
| Pro-player feminina  | Natália "Daiki" Vilela       | - Bruna "Bizinha" Marvila - Elizabeth "Liz" de Sousa - Gabriela "GaB" Scheffer - Karina "kaah" Takahashi | - Amanda "AMD" Abreu - Nayara Sylvestre                                                               |
| Game (Brasil)        | Unsighted Studio Pixel Punk  | - Aspire: Ina's Tale - Dodgeball Academia (Pocket Trap / Humble Games)                                   | - Devil Inside Us: Roots of Evil - Hero Among Us (Fire Horse) - Horizon Chase: Senna Sempre - Zaranah |

#### Creators
| Categoria                   | Vencedor        | Finalistas (2ª fase)                                                                       | Indicados (1ª fase)                                                                               |
| --------------------------- | --------------- | ------------------------------------------------------------------------------------------ | ------------------------------------------------------------------------------------------------- |
| Streamer masculino          | Casimiro        | - Alanzoka - Alexandre Gaules - Jota Plays - Liminha                                       | - Manel - Maurício Cid                                                                            |
| Streamer feminina           | Sher Machado    | - Camila Vieira (Kalera) - Diana Zambrozuski - Gabi Cattuzzo - Nicolle Merhy (Cherrygumms) | - Pandinha                                                                                        |
| Canal / Criador revelação   | Raphael Vicente | - Folclore BR: Uma Nova Visão - Luva de Pedreiro - Professor Noslen - Thallita Xavier      | - Luideverso - Mapingua Nerd - Nautilus - Observatório Potter - Versão Dublada                    |
| Canal / Criador de conteúdo | Carol Moreira   | - Diva Depressão - Jovem Nerd - mikannn - phsantos                                         | - AfroNerd - Anderson Gaveta - Babi Dewet - Otavio Ugá - Pipoca & Nanquim                         |
| Podcast                     | Mano a Mano     | - Confins do Universo - Modus Operandi - NerdCast - Um Milkshake Chamado Wanda             | - Falando de Nada - Lasercast: o podcast da Raio Laser - Mansão Wayne - PodPah - Primeiro Contato |
| Mesacast                    | Podpah          | - Ciência Sem Fim - Lança a Braba Podcast - Mais Que 8 Minutos - Venus Podcast             | - Flow Podcast - Inteligência Ltda.                                                               |

#### Prêmios especiais
| Categoria                          | Vencedor            |
| ---------------------------------- | ------------------- |
| Profissional do Ano (endêmico)     | Sidney Gusman       |
| Profissional do Ano (não endêmico) | Mercado Livre       |
| Fandom do Ano                      | Carla Diaz          |
| Grand Prix                         | A Última Floresta   |
| Hall da Fama                       | Cao Hamburguer      |
| Hall da Fama                       | Fernanda Montenegro |
| Hall da Fama                       | Laerte Coutinho     |
| Hall da Fama                       | Mauricio de Sousa   |
| Hall da Fama                       | Renato Aragão       |